# Ahmad Madadi
Ahmad Mohamed Madadi (* 31. August 1994) ist ein katarischer Handballspieler, der auf der Position Linksaußen eingesetzt wird.

## Karriere

### Verein
Der 1,75 m große Rechtshänder spielte ab 2014 für den katarischen Verein Lekhwiya SC. Seit der Fusion mit dem Verein al-Jaish im Jahr 2017 läuft er für den Nachfolgeklub al-Duhail SC, mit dem er 2017/18 und 2020/21 die katarische Meisterschaft sowie 2018 und 2021 die asiatische Champions League gewann.

### Nationalmannschaft
Mit der katarischen Nationalmannschaft gewann Madadi die Asienspiele 2018 sowie die Asienmeisterschaften 2020 und 2022. Zudem nahm er an den Weltmeisterschaften 2017, 2019, 2021 und 2023 teil. Bei der WM 2023 war er mit 40 Treffern bester Werfer seiner Mannschaft. Bisher bestritt er 83 Länderspiele, in denen er 298 Tore erzielte.